# Оловни војник
„Оловни војник“ је име бајке коју је написао дански писац Ханс Кристијан Андерсен и која је први пут издата 1838. године, као део четвртог тома књиге „Бајке, за децу“ („Eventyr, Fortalte for Børn“). Оригинални дански назив је „Den Standhaftige Tinsoldat“ (стамени лимени војник), али је код нас преведена као „Оловни војник“.

## Прича
На свој рођендан, дечак добија комплет од 12 оловних војника. Али један је био фаличан, недостајала му је нога. Тај оловни војник је стављен на сто, поред папирног замка са папирним фигурицама, међу којима беше и играчка балерина са подигнутом ногом. Њена нога беше толико подигнута у вис да је оловни војник није одмах уочио и је мислио да ни она нема ногу. И тако се оловни војник заљубио у њу. 
Кад је пала ноћ, и када су сви заспали, играчке су оживеле. Црни трол у кутији за цигарете опазио је оловног војника како гледа у балерину, и забранио му је да је гледа, али је оловни војник то игнорисао. Трол му је због тога припретио говорећи му, „да само сачека сутрашњи дан“. Следећег дана, оловни војник је био постављен крај отвореног прозора кроз који је убрзо пао на улицу. Нашла су га два дечака и пустила низ воду у папирном чамцу. Бродић од папира је тонуо, и он се уплашио за свој живот, али је као војник наставио да стоји мирно не померајући се. Брод тоне и њега убрзо прогута риба.
За дивно чудо, риба убрзо бива ухваћена и продата истој кући у којој је био. Куварица га је нашла у стомаку док је чистила рибу, и војник је убрзо опет био са вољеном балерином.
Дечак незадовољан недостатком војника баца оловног војника у ватру, а са њим убрзо и балерину. Прича се завршава тако да је следећи дан када је служавка чистила пепео нашла два мала срца, очигледно припадајући балерини и оловном војнику.

## Анализа
Прича је рангирана у оне са тужним крајем, које је Андерсен писао заједно са тужним причама као што су „Мала сирена“ и „Девојка са шибицама“, и које такође прати смрт главног јунака.

## Адаптације
Прича о „Оловном војнику“ је прихваћена и адаптирана као један од сегмената у цртаном филму „Fantasia 2000“. У њему је прича мало измењена, због лепшег краја: балерина је направљена од порцелана, стакла и керамике. У овој верзији војник опажа обе њене ноге и њен плес, што га чини тужним, али га она ипак прихвата. Такође, трол је замењен пајацем у кутији који је љубоморан на војника пошто балерина више воли њега. На крају, пајац бива уништен у ватри, док балерина даје велики пољубац војнику зато што ју је спасао.